# Malvina Reynolds
Malvina Reynolds (født 23. august 1900, død 17. marts 1978) var en amerikansk folkesanger, blues-sanger og sangskriver og aktivist, bedst kendt for at skrive sange, især sangen "Little Boxes."

## Tidligt liv
Malvina Milder blev født i San Francisco som datter af David og Abagail Milder, som var jødiske og socialistiske immigranter, der var imod USA's involvering i Første Verdenskrig.
Hun giftede sig med William ("Bud") Reynolds, en tømrer og arbejder-organisator, i 1934. De fik et barn, Nancy Reynolds Schimmel (som selv blev sangskriver og optrædende kunstner), i 1935. Hun fik eksamen i engelsk fra University of California, Berkeley, og fik senere en Ph.D. der, da hun færdiggjorde sin dissertation i 1938.

## Musikalsk karriere
Selv om hun spillede violin i et danseorkester mens hun var i tyverne, begyndte hun sin sangskriverkarriere sent i livet. Hun var sidst i 40'erne da hun mødte Earl Robinson, Pete Seeger, og andre folkesangere og sangskrivere. Hun vendte tilbage til skolen på UC Berkeley, hvor hun studerede musikteori. Senere skrev hun adskillige populære sange, bl.a. "Little Boxes," "What Have They Done to the Rain," indspillet af The Searchers og Joan Baez (om radioaktivt nedfald), "It Isn't Nice" (en borgerrettigheds-slagsang), "Turn Around" (om børn som vokser op, senere sunget af Harry Belafonte), og "There's a Bottom Below" (om depression). Reynolds var også en kendt forfatter af børnesange, bl.a. "Magic Penny" og "Morningtown Ride," en single som kom på den britiske single top fem liste (December 1966), indspillet af The Seekers.
Der findes fire samlinger af hendes musik på CD. Smithsonian Folkways har udgivet Another County Heard From (Folkways 02524) og Ear to the Ground (Smithsonian Folkways 40124), og Omni Recording Corporation i Australien har udgivet Malvina Reynolds (Omni 112) og "Malvina Reynolds Sings the Truth" (Omni 114).

En film biografi, Love It Like a Fool, blev lavet få år før hun døde i 1978. Reynolds' mest berømte sang, "Little Boxes" (gjort berømt af Pete Seeger), har opnået fornyet popularitet fordi den bruges i TV-serien Weeds. "Little Boxes" blev inspireret ved synet af husene i Daly City, Californien. Nancy Reynolds Schimmel, Malvina Reynolds datter, har forklaret: 
"Min mor og far kørte sydpå fra San Francisco gennem Daly City, da min mor fik ideen til sangen. Hun bad min far om at overtage rattet, og hun skrev den på vej til sammenkomsten i La Honda, hvor hun skulle synge. Da Time Magazine (tror jeg, måske Newsweek) ville have et billede af hende mens hun pegede på det nøjagtige sted, kunne hun ikke finde husene fordi der var bygget så mange flere rundt om dem, at bakkeskråningerne var helt dækkede ."
I sine senere år bidrog Malvina Reynolds med sange og materialer til PBS-programmet Sesame Street, og hun optrådte der en gang i mellem som en figur ved navn "Kate."

## Malvina Reynolds på dansk
Den berømte sang "Little Boxes" er oversat til dansk som Pæne æsker og indsunget af Per Dich i 1966 som b-siden af singlen Kapitalismen.

## Eksterne links
- Biography at Sister's Choice
- Memories of her mother, by Malvina Reynolds' daughter Arkiveret 29. juni 2011 hos  Wayback Machine
- Smithsonian Folkways- Malvina Reynolds
- Malvina Reynolds: Song Lyrics and Poems Arkiveret 4. september 2009 hos  Wayback Machine
- Complete discography Arkiveret 29. oktober 2009 hos  Wayback Machine